# Route nationale 45
Die N45 war eine französische Nationalstraße, die 1824 zwischen Marle und der belgischen Grenze bei Brunehaut festgelegt wurde. Sie geht auf die Route impériale 48 zurück. Ihre Länge betrug 98 Kilometer. 1967 wurde sie westlich an Anzin und Raismes vorbeigeführt. Diese Schnellstraße war von 1981 bis 1982 die Autobahn C27 und ist heute Teil der A23. 1973 wurde sie zwischen Marle und Jenlain, sowie zwischen Raismes und der belgischen Grenze abgestuft. 1978 übernahm die N49 den Abschnitt zwischen Raismes und Valenciennes und die N45 bekam eine neue Führung nach Douai:
- N 45 Jenlain – Valenciennes
- unterbrochen durch N30 (Ex N29)
- N 43A Rouvignes – Auberchicourt
- N 43 Auberchicourt – Douai

Diese Führung wurde 2006 abgestuft.

## N45a
Die N45A war von 1933 bis 1973 ein Seitenast der N45, der in La Groise von dieser abzweigte und zur N39 westlich führte. Ihre Länge betrug 1,5 Kilometer. Heute trägt sie die Nummer D934A.